# Grand bombardement tardif
Pour les articles homonymes, voir GBT.
Le grand bombardement tardif (GBT) est une période théorique de l'histoire du Système solaire s'étendant d'il y a 4,1 à 3,9 milliards d'années environ, durant laquelle se serait produite une notable augmentation des impacts météoriques ou cométaires sur les planètes telluriques. Son existence a été suggérée à la suite de la datation des roches lunaires, rapportées par les missions du programme Apollo, qui ont atteint la Lune, et qui indiquent que ses sols ont un âge d'environ 4 milliards d'années, soit plusieurs centaines de millions d'années de moins que le Système solaire lui-même. L'existence d'une période de bombardement intense précédée d'une phase de calme est aujourd'hui remise en cause,,.
La reprise du bombardement après une période de calme relatif surprit la communauté scientifique, qui pensait alors que l'intensité du bombardement des planètes par les corps de plus petite taille allait en décroissant après la formation du Système solaire. Plusieurs scénarios furent élaborés pour produire un événement astronomique notable qui a pu causer une reprise de ce bombardement sur la Lune, et plus largement, l'ensemble du Système solaire interne, plusieurs centaines de millions d'années après sa formation. Le modèle de Nice, qui présente un scénario convaincant de la formation du Système solaire, explique ce grand bombardement tardif par la migration des planètes géantes (Jupiter, Saturne, Uranus et Neptune), qui aurait produit diverses résonances, conduisant à déstabiliser les ceintures d'astéroïdes existant à cette période.

## Données suggérant son existence

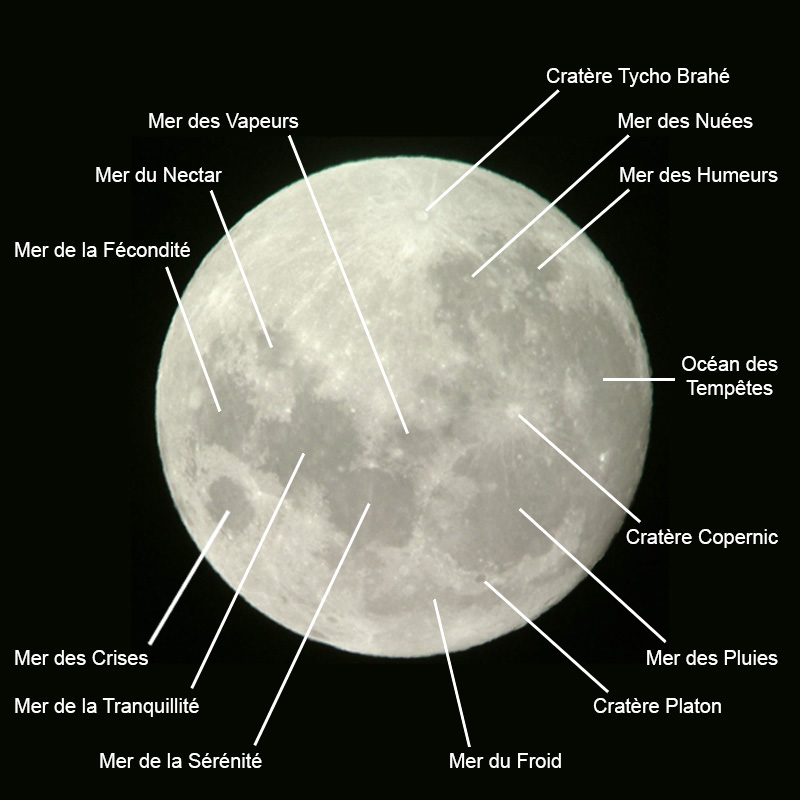
Carte simplifiée des « mers » et cratères tels que vus au travers d'un instrument astronomique.

Les sites d'atterrissage des trois dernières missions Apollo à s'être posées sur la Lune - Apollo 15, Apollo 16 et Apollo 17 - furent choisis à proximité de grands bassins d'impacts : respectivement la Mer des Pluies (Mare Imbrium), la Mer des Nectars (Mare Nectaris) et la Mer de la Sérénité (Mare Serenitatis). La datation des échantillons de roches lunaires rapportés sur Terre révéla que leur âge s'étalait sur une fourchette relativement étroite, aux alentours de 3,8 à 4,1 milliards d'années. L'hypothèse, suggérée par ces observations, d'une abondance d'impacts à cette époque ne fut pas acceptée tout de suite, mais peu à peu confortée par la datation des météorites trouvées sur Terre et ayant pour origine la Lune, après en avoir été expulsées à la suite d'un impact important. Les météorites lunaires offrent en effet l'opportunité de sonder l'ensemble de la surface lunaire, et pas seulement les quelques sites d'atterrissage des missions Apollo. Leur analyse récente indique qu'aucune d'entre elles n'est plus vieille que 3,92 milliards d'années, avec des âges parfois plus récents, mais concernant un nombre décroissant de météorites.
Sur Terre, les traces de ces impacts très anciens sont quasi inexistantes du fait de l'érosion, mais la datation des roches terrestres ne dépasse jamais les 4 milliards d’années d'ancienneté. À une époque, ce résultat fut considéré comme une preuve que la Terre était longtemps restée liquide, et ne s'était solidifiée en surface qu'à cette époque. Les modèles actuels indiquent que le temps de solidification fut bien plus bref ; résultat qu’un calcul précis des flux du rayonnement émis par une surface terrestre à haute température et des sources potentielles nécessaires pour assurer cet approvisionnement énergétique, aurait dû laisser deviner. 
On trouve d’ailleurs un âge de 4,404 milliards d'années pour des zircons hadéens dans le Craton de Yilgarn, en Australie-Occidentale, formés en conditions aquatiques. La théorie du grand bombardement tardif permet d'expliquer la relative jeunesse de la croûte terrestre, dans les conditions d'un taux de refroidissement initial bien plus court, lors de l'Hadéen.
Le bassin Caloris sur Mercure, ainsi que le bassin d'Hellas sur Mars, qui sont les plus grands bassins d'impacts de leur planète respective, dateraient aussi de cette époque.

## Remise en cause
L'existence même d'un bombardement durant la période autour de 3,9 milliards d'années n'est pas sujette à controverse. Cependant, la question demeure si le bombardement fut précédé d'une période de calme relatif ou si son intensité diminua continuellement avec le temps. Le fait qu'un faible pourcentage des roches soient datées de la période entre la fin de la formation du Système solaire (4,5 milliards d'années) et le début du bombardement tardif (4,2 milliards d'années) peut être dû à une remise à zéro des âges par des évènements ultérieurs. Ainsi, le nombre de datations ne reflète plus l'intensité du bombardement et l'hypothèse d'une diminution graduelle de l'intensité reste possible.

## Caractéristiques
Le grand bombardement tardif tel que théorisé, semble affecter de manière globale les planètes telluriques : la Lune, la Terre, Mars, Vénus, Mercure ainsi que (4) Vesta. Sa durée estimée est de 50 à 150 millions d'années, centrées sur 3,9 milliards d'années. Le taux de bombardement est estimé à 20 000 fois celui actuellement observé sur Terre, ce qui correspond par exemple à un impact d'un objet de plus de 1 km tous les 20 ans.

## Cause(s)

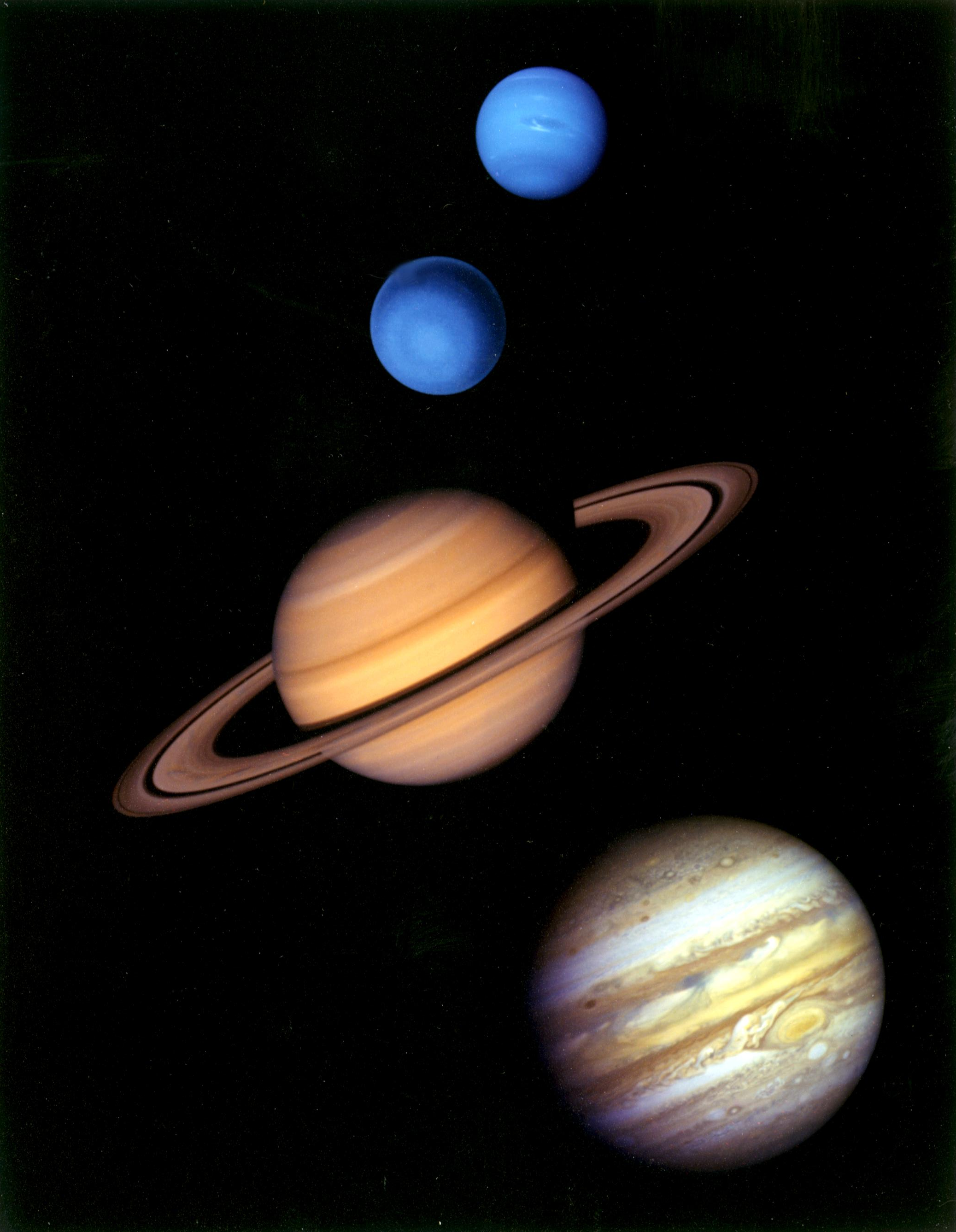
Les géantes gazeuses. De haut en bas : Neptune, Uranus, Saturne et Jupiter (échelle non respectée).

Un bombardement cataclysmique, tardif par rapport à la formation du Système solaire, n'est envisageable que s'il existe un réservoir de petits corps restés stables pendant 600 millions d'années, avant d'être déstabilisés par un élément déclencheur. L'élément déclencheur pourrait être une modification dans la structure orbitale des planètes géantes. L'actuelle ceinture d'astéroïdes est vraisemblablement trop peu massive pour expliquer le bombardement observé[réf. nécessaire]. Un réservoir de petits objets, considérablement plus important, semble nécessaire. Un tel réservoir aurait pu exister après la formation des planètes du Système solaire, laissant dans des régions plus externes (au-delà des orbites d'Uranus et Neptune) une masse importante (plus de 30 masses terrestres) d'objets[réf. nécessaire].
Le scénario le plus abouti pour expliquer ce bombardement a été proposé en 2005. Ce scénario propose comme élément déclencheur le passage par une résonance orbitale 2:1 entre Jupiter et Saturne, c'est-à-dire que Jupiter aurait vu sa période de révolution autour du Soleil passer à exactement deux fois celle de Saturne. Ce phénomène serait à l'origine d'une déstabilisation massive des corps de petite masse du Système solaire externe, dont certains auraient alors été dotés d'orbites à forte excentricité, leur permettant d'atteindre les régions internes du Système solaire où ils auraient pu entrer en collision avec les planètes telluriques. La proportion de ces objets dotés d'une grande excentricité est faible (de l'ordre de 0,1 %), mais suffisante, étant donné la masse totale des planétésimaux disponibles.

## Déroulement du scénario
Dans ce scénario, Jupiter et Saturne sont au départ relativement proches de leur configuration actuelle, Saturne étant plus près du Soleil qu'actuellement et Jupiter plus loin, et Saturne restant plus éloigné du Soleil que Jupiter. À ce moment-là, le rapport des périodes de révolution des deux planètes est légèrement inférieur à 2. Uranus et Neptune sont également plus près du Soleil qu'aujourd'hui, Neptune en étant même plus proche qu'Uranus (distance de 12 et 14 unités astronomiques respectivement). La phase initiale de formation des planètes géantes a nettoyé le Système solaire interne de tous les débris (planétésimaux) qui s'y trouvaient initialement. Il ne subsiste qu'un disque assez massif (entre 30 et 50 masses terrestres) au-delà des orbites d'Uranus et Neptune.
Tant que Jupiter et Saturne ne sont pas en résonance orbitale, la configuration est dans un état relativement stationnaire. Au moment du passage en résonance 2:1 de Saturne, celle-ci acquiert une excentricité orbitale importante, lui permettant d'atteindre lors de l'aphélie de son orbite des régions éloignées du Système solaire. Elle devient alors susceptible d'interagir avec Uranus et Neptune, qui se trouvent fortement perturbées. En particulier, Neptune connaît une très brusque variation du rayon de son orbite (variation expliquée par le modèle de Nice), celui-ci faisant plus que doubler, devenant plus grand que celui d'Uranus, qui augmente également. Cette augmentation du rayon de l'orbite de Neptune perturbe très fortement le disque externe de planétésimaux, dont une partie est expulsée du Système solaire, une seconde partie migre vers des régions plus externes, donnant naissance à la ceinture de Kuiper, et une dernière petite partie migre vers des régions plus internes. Cette dernière va pour partie entrer en collision avec les planètes telluriques, causant le grand bombardement tardif. Les planétésimaux expulsés forment de loin la population la plus importante : plus de 99 % de la masse totale.

## Éléments cohérents avec cette théorie

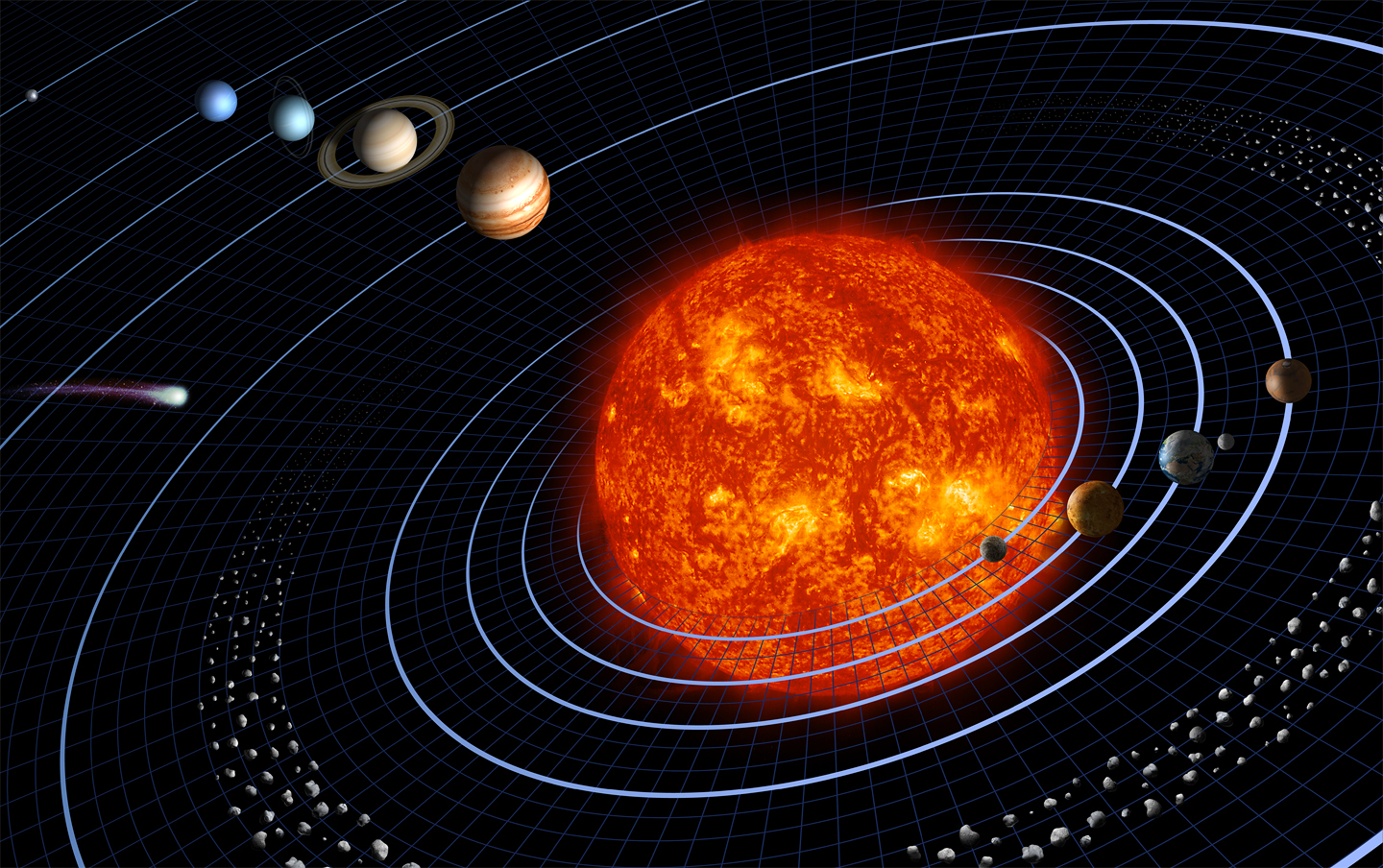
Montage présentant les composants principaux du système solaire (échelle non respectée), de gauche à droite : Pluton, Neptune, Uranus, Saturne, Jupiter, la ceinture d'astéroïdes, le Soleil, Mercure, Vénus, la Terre et sa Lune, et Mars. Une comète est également représentée sur la gauche.

Outre sa capacité à expliquer une formation des croûtes terrestre et lunaire 600 millions d'années plus récentes que la formation du Système solaire, le scénario du grand bombardement tardif explique un certain nombre d'autres caractéristiques du Système solaire :
- Certains planétésimaux sont capturés sur l'orbite de Jupiter, aux points de Lagrange L4 et L5 (c'est-à-dire le long de l'orbite de Jupiter, mais 60° en avance ou en retard sur la planète), donnant naissance aux astéroïdes troyens. Le scénario rend compte de façon satisfaisante de l'abondance des statistiques orbitales de ces populations.
- Certains de ces astéroïdes troyens ont leur densité connue, car ils possèdent un compagnon en orbite (c'est le cas de (617) Patrocle). Les propriétés de tels systèmes ne correspondant pas à celles de la ceinture principale, mais à celles des objets de la ceinture de Kuiper, suggérant une origine commune.
- Les différentes caractéristiques de la ceinture d'astéroïdes semblent pouvoir être reproduites, comme les statistiques orbitales de la partie de la population principale en résonance orbitale 3:2 avec Jupiter.
- La masse de la ceinture de Kuiper, de seulement 0,1 masse terrestre, est considérablement plus faible que la masse du disque transneptunien initial, conformément au scénario qui prédit que plus de 99 % de la masse de ce dernier est expulsée. Incidemment, celui-ci indique que le nombre d'objets de masse comparable avec Pluton était à l'origine très élevé, atteignant peut-être 1 000 unités[réf. nécessaire].